# Disperis lindleyana
Disperis lindleyana är en orkidéart som beskrevs av Heinrich Gustav Reichenbach. Disperis lindleyana ingår i släktet Disperis och familjen orkidéer. Inga underarter finns listade i Catalogue of Life.